# Horville-en-Ornois
Horville-en-Ornois è un comune francese di 67 abitanti situato nel dipartimento della Mosa nella regione del Grand Est.

## Società

### Evoluzione demografica
Abitanti censiti